# Roses Of Love
Roses of Love es una novela visual desarrollada por KagariSoft. Una demo fue lanzada el día 15 de noviembre del año 2020 para Microsoft, MacOs y Linux en la plataforma de itch.io, y unos meses después la demo fue publicada en la tienda de Steam.
La historia gira en torno a una joven proveniente del campo que sueña con estudiar en Tokio. La historia es lineal, con algunas rutas alternativas dependiendo de lo que el jugador elija.

## Lanzamiento
Una demo fue lanzada en español el día 14 de noviembre de 2020 y el día 15 del mismo mes fue lanzada la versión en inglés. La versión final del juego aún no tiene una fecha de salida.

## Gameplay
La jugabilidad consiste en el que el jugador lea la historia que el juego ofrece, Roses of Love ofrece al jugador la posibilidad de tomar elecciones y así influir en la historia del juego.

## Personajes
Akane: una joven que sueña con estudiar en la gran ciudad
Hoshiko: una joven millonaria que busca el verdadero amor y sueña con alejarse de las garras de su madre
Chizuru: una hábil nadadora que sueña con ser la mejor de Japón
Eri: con una gran habilidad en la pastelería, Eri sueña con abrir su propia pastelería.

## Sinopsis
"Felicitaciones por entrar en la prestigiosa Academia de señoritas Aoi."
Akane es una chica de campo que sueña con estudiar en la prestigiosa academia de señoritas Aoi; Allí Akane conocerá a Hoshiko una chica nacida en una familia adinerada, Eri una joven aspirante a pastelera y a Chizuru, que sueña con ser la mejor nadadora de todo Japón. Ella disfrutará de su vida escolar y se adentrará a conocer los sentimientos de cada una de ellas. Poco a poco, Akane comenzará a percatarse de algo que puede cambiar su relación con sus amigas. Y esto es, "¿Amor?"